# Wo Yang Shan
Wo Yang Shan est une montagne de Hong Kong culminant à une altitude de 771 mètres. Elle est située au centre des Nouveaux Territoires, sur le versant sud-est de Tai Mo Shan dont la pente descend peu à peu vers le village fortifié de Lo Wai. Selon la subdivision administrative de Hong-Kong, Wo Yang Shan est située dans le district de Tsuen Wan.
Si l'on regarde vers cette montagne à partir de la vallée de Shing Mun ou à partir de Kwai Chung, alors on voit que le sommet principal du Tai Mo Shan est dissimulé par celui du Wo Yang Shan, ce qui conduit la population locale à souvent confondre le Tai Mo Shan avec le Wo Yang Shan. C'est pourquoi, on le surnomme « Faux Tai Mo Shan ».